# بيغ تكس
بيغ تكس هو شخصية طويلة (17 متر) وأيقونة تسويقية لمعرض ولاية تكساس السنوي الذي بقام في فير بارك في دالاس، تكساس. أصبح تمثال بيغ تكس رمزًا ثقافيًا لمدينتي دالاس وتكساس. منذ عام 1952، عمل بيغ تكس كسفير ثقافي للزوار، حيث يعتبر الموقع الرئيسي في معرض ولاية تكساس، ويعتبر أيضا نقطة التقاء تقليدية وعلامة دالة في المعرض.
في 19 أكتوبر 2012، في عطلة نهاية الأسبوع الأخيرة من معرض ولاية تكساس لعام 2012، تدمر بيغ تكس بسبب حريق ناتج عن تماس كهربائي بدأ في حذائه الأيمن وشق طريقه إلى أعلى الهيكل. بعد الحريق، تم إنشاء بيغ تكس جديد بواسطة شركتي اس ار أو، وتكساس سينك. ظهر بيغ تكس الجديد لأول مرة في 26 سبتمبر 2013.
ارتدى بيغ تكس قناعًا للوجه في سبتمبر 2020 بينما كان المعرض في فترة توقف بسبب وباء كوفيد 19.

## التاريخ

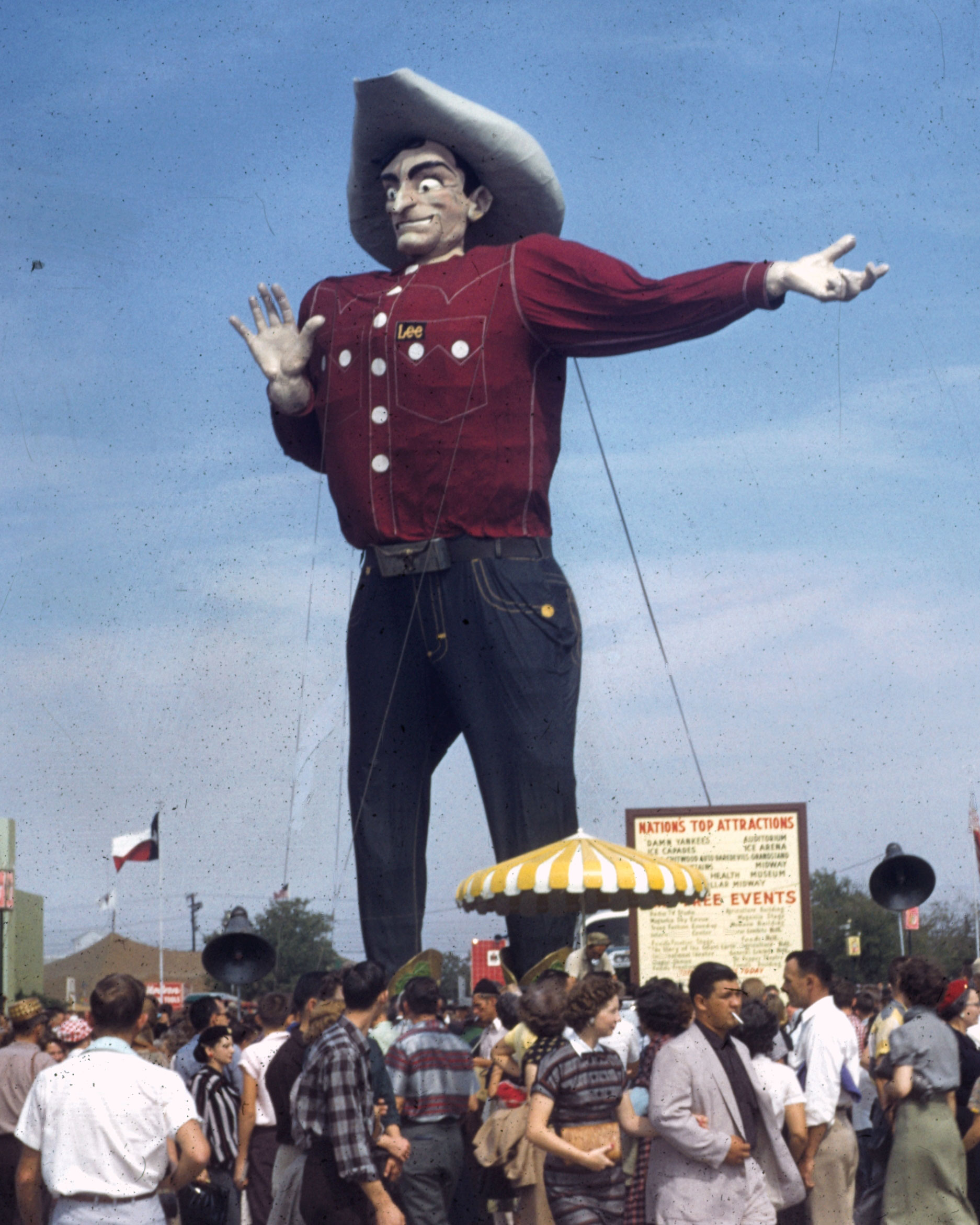
بيغ تكس ، 1956

### الأصل
تُعرف مدينة كيرينز ، تكساس كمسقط رأس بيج تكس، على الرغم من أن التمثال الأصلي كان بطول 15 متر قد بُني على اعتباره بابا نويل طويل القامة في عام 1949. كان التمثال فكرة من هوول بريستر، مدير غرفة التجارة، لتشجيع مبيعات العطلات في المدينة، ووقف حسب ادعاءه «أكبر بابا نويل في العالم» (تم التنازع على الادعاء لاحقًا) فوق شارع كولكت افنيو لمدة موسمين عطلة - لفت انتباه الصحافة من أماكن بعيدة مثل إيران وأستراليا. حيث قام سكان كيرينز ببناء ملامح التمثال على شاكلة أوتيس فرانكلين سبورلوك وهاردي مايو (من سكنة مدينة كيرينز)، حيث تم بناء الشكل من قبل أفراد المجتمع الذين قاموا بلحام الإطار وصنع الجسد وخياطة الملابس.
بعد موسمين، تلاشت الإثارة حول التمثال، وعرضته مدينة كيرينز للبيع. في عام 1951، اشترى رئيس الولاية روبرت ثورنتون مكونات سانتا مقابل 750 دولارًا وقام الفنان جاك بريدجز بتحويل التمثال إلى راعي بقر، مما أدى إلى ولادة «بيغ تكس».